# Grundimmunisierung
Als Grundimmunisierung (engl.: primary immunisation) wird das Erreichen einer vollständigen, aber unter Umständen zeitlich
begrenzten Immunität gegen eine bestimmte Infektionskrankheit durch Impfung bezeichnet. Die Dauer des Impfschutzes muss ggf. durch Auffrischungsimpfungen verlängert werden.
Eine Grundimmunisierung kann durch einmalige Impfung oder mehrere Teilimpfungen erreicht werden. Sie muss in der Regel auch bei Intervallen, die mehr als zehn Jahre betragen, nicht wiederholt werden.

## Beispiele
Beispiele für von der deutschen STIKO empfohlene Standardimpfungen mit Grundimmunisierung (Stand 2024) nennt die unterstehende Tabelle; Impfzeitpunkte und -abstände, Nachholzeiten und Besonderheiten führen STIKO-Impfkalender, STIKO-Empfehlungen und Packungsbeilagen/Fachinformationen der Impfstoffe auf. Für eine Reihe von Impfungen sind Kombinationsimpfstoffe verfügbar.
| Impfung gegen   | Grundimmunisierung im Säuglings-/Kleinkindalter | Auffrischung / spätere Impfung                                                                    |
| --------------- | ----------------------------------------------- | ------------------------------------------------------------------------------------------------- |
| Hib             | 3 Teilimpfungen                                 | –                                                                                                 |
| Hepatitis B     | 3 Teilimpfungen                                 | –                                                                                                 |
| Meningokokken B | 2–3 Teilimpfungen                               | –                                                                                                 |
| Meningokokken C | 1 Impfung                                       | –                                                                                                 |
| Rotaviren       | 2–3 Teilimpfungen                               | –                                                                                                 |
| Windpocken      | 2 Teilimpfungen                                 | –                                                                                                 |
| Mumps           | 2 Teilimpfungen                                 | –                                                                                                 |
| Röteln          | 2 Teilimpfungen                                 | –                                                                                                 |
| Masern          | 2 Teilimpfungen                                 | Bestimmte Erwachsenenaltersgruppen mit unklarem Impfstatus oder fehlender/unvollständiger Impfung |
| Poliomyelitis   | 3 Teilimpfungen                                 | 1 × im Kindes- und Jugendalter                                                                    |
| Keuchhusten     | 3 Teilimpfungen                                 | 2 × im Kindes- und Jugendalter, danach 1 × nach 10 J.                                             |
| Diphtherie      | 3 Teilimpfungen                                 | 2 × im Kindes- und Jugendalter, danach alle 10 J.                                                 |
| Tetanus         | 3 Teilimpfungen                                 | 2 × im Kindes- und Jugendalter, danach alle 10 J.                                                 |
| Pneumokokken    | 3 Teilimpfungen                                 | 1 × als Standardimpfung ab 60 J.                                                                  |
| Impfung gegen   | Grundimmunisierung im Kindes-/Jugendalter       | Auffrischung / spätere Impfung                                                                    |
| HPV             | 2 Teilimpfungen                                 | –                                                                                                 |
| Impfung gegen   | Grundimmunisierung im Erwachsenenalter          | Auffrischung / spätere Impfung                                                                    |
| Herpes zoster   | 2 Teilimpfungen ab 60 J.                        | –                                                                                                 |
| COVID-19        | 1–3 Impfungen                                   | Jährlich als Standardimpfung ab 60 J.                                                             |